# Internazionali di Tennis di Baviera 2003 - Qualificazioni singolare
Le qualificazioni del singolare degli Internazionali di Tennis di Baviera 2003 sono state un torneo di tennis preliminare per accedere alla fase finale della manifestazione. I vincitori dell'ultimo turno sono entrati di diritto nel tabellone principale. In caso di ritiro di uno o più giocatori aventi diritto a questi sono subentrati i lucky loser, ossia i giocatori che hanno perso nell'ultimo turno ma che avevano una classifica più alta rispetto agli altri partecipanti che avevano comunque perso nel turno finale.
Le qualificazioni del singolare prevedevano 32 partecipanti di cui 4 sono entrati nel tabellone principale.

## Teste di serie
1. Martin Verkerk (Qualificato)
2. Werner Eschauer (primo turno)
3. Federico Browne (primo turno)
4. Janko Tipsarević (secondo turno)

1. Oliver Gross (ultimo turno)
2. Jan Hájek (ultimo turno)
3. Harel Levy (Qualificato)
4. Francisco Costa (ultimo turno)

## Qualificati
1. Martin Verkerk
2. Jan Frode Andersen

1. Harel Levy
2. Renzo Furlan

## Tabellone

### Legenda
| - Q = Qualificato - WC = Wild card - LL = Lucky loser | - ALT = Alternate - SE = Special Exempt - PR = Protected Ranking | - w/o = Walkover - r = Ritirato - d = Squalificato |

### Sezione 1
|  | Primo turno           | Primo turno           | Primo turno          | Primo turno | Primo turno |  |  | Secondo turno | Secondo turno         | Secondo turno         | Secondo turno   | Secondo turno   |   |   | Ultimo turno | Ultimo turno   | Ultimo turno   | Ultimo turno | Ultimo turno |  |
|  |                       |                       |                      |             |             |  |  |               |                       |                       |                 |                 |   |   |              |                |                |              |              |  |
|  | 1                     | Martin Verkerk        | Martin Verkerk       | 7           | 6           |  |  |               |                       |                       |                 |                 |   |   |              |                |                |              |              |  |
|  |                       | Pavel Šnobel          | Pavel Šnobel         | 6(1)        | 0           |  |  | 1             | Martin Verkerk        | Martin Verkerk        | 6               | 7               |   |   |              |                |                |              |              |  |
|  | Philipp Kohlschreiber | Philipp Kohlschreiber | 6                    | 3           | 6           |  |  |               | Philipp Kohlschreiber | Philipp Kohlschreiber | 3               | 63              |   |   |              |                |                |              |              |  |
|  | Michal Tabara         | Michal Tabara         | 4                    | 6           | 3           |  |  |               |                       |                       |                 |                 |   |   | 1            | Martin Verkerk | Martin Verkerk | 6            | 6            |  |
|  | Petr Luxa             | Petr Luxa             | Petr Luxa            | 6           | 6           |  |  |               |                       | 8                     | Francisco Costa | Francisco Costa | 3 | 0 |              |                |                |              |              |  |
|  | Jean-Claude Scherrer  | Jean-Claude Scherrer  | Jean-Claude Scherrer | 4           | 2           |  |  |               | Petr Luxa             | 4                     | 7               | 63              |   |   |              |                |                |              |              |  |
|  | 8                     | Francisco Costa       | Francisco Costa      | 6           | 7           |  |  | 8             | Francisco Costa       | 6                     | 5               | 7               |   |   |              |                |                |              |              |  |
|  |                       | Tobias Summerer       | Tobias Summerer      | 1           | 65          |  |  |               |                       |                       |                 |                 |   |   |              |                |                |              |              |  |

### Sezione 2
|  | Primo turno         | Primo turno         | Primo turno         | Primo turno | Primo turno |  |  | Secondo turno      | Secondo turno       | Secondo turno      | Secondo turno | Secondo turno |   |   | Ultimo turno | Ultimo turno       | Ultimo turno       | Ultimo turno | Ultimo turno |  |
|  |                     |                     |                     |             |             |  |  |                    |                     |                    |               |               |   |   |              |                    |                    |              |              |  |
|  |                     | Jan Frode Andersen  | 7                   | 4           | 7           |  |  |                    |                     |                    |               |               |   |   |              |                    |                    |              |              |  |
|  | 2                   | Werner Eschauer     | 62                  | 6           | 6           |  |  | Jan Frode Andersen | Jan Frode Andersen  | Jan Frode Andersen | 6             | 6             |   |   |              |                    |                    |              |              |  |
|  | Denis Gremelmayr    | Denis Gremelmayr    | 6(0)                | 6           | 6           |  |  | Denis Gremelmayr   | Denis Gremelmayr    | Denis Gremelmayr   | 3             | 3             |   |   |              |                    |                    |              |              |  |
|  | David Prinosil      | David Prinosil      | 7                   | 1           | 1           |  |  |                    |                     |                    |               |               |   |   |              | Jan Frode Andersen | Jan Frode Andersen | 6            | 6            |  |
|  | Marc-Kevin Goellner | Marc-Kevin Goellner | Marc-Kevin Goellner | 6           | 6           |  |  |                    |                     | 5                  | Oliver Gross  | Oliver Gross  | 3 | 0 |              |                    |                    |              |              |  |
|  | Dominic Metzger     | Dominic Metzger     | Dominic Metzger     | 3           | 2           |  |  |                    | Marc-Kevin Goellner | 6                  | 68            | 3             |   |   |              |                    |                    |              |              |  |
|  | 5                   | Oliver Gross        | Oliver Gross        | 6           | 6           |  |  | 5                  | Oliver Gross        | 2                  | 7             | 6             |   |   |              |                    |                    |              |              |  |
|  |                     | Rogier Wassen       | Rogier Wassen       | 4           | 4           |  |  |                    |                     |                    |               |               |   |   |              |                    |                    |              |              |  |

### Sezione 3
|  | Primo turno            | Primo turno            | Primo turno            | Primo turno | Primo turno |  |  | Secondo turno   | Secondo turno          | Secondo turno   | Secondo turno | Secondo turno |   |   | Ultimo turno | Ultimo turno | Ultimo turno | Ultimo turno | Ultimo turno |  |
|  |                        |                        |                        |             |             |  |  |                 |                        |                 |               |               |   |   |              |              |              |              |              |  |
|  |                        | Christopher Kas        | 3                      | 6           | 7           |  |  |                 |                        |                 |               |               |   |   |              |              |              |              |              |  |
|  | 3                      | Federico Browne        | 6                      | 3           | 5           |  |  | Christopher Kas | Christopher Kas        | Christopher Kas | 3             | 2             |   |   |              |              |              |              |              |  |
|  | Robin Vik              | Robin Vik              | Robin Vik              | 6           | 6           |  |  | Robin Vik       | Robin Vik              | Robin Vik       | 6             | 6             |   |   |              |              |              |              |              |  |
|  | Peter Schuster         | Peter Schuster         | Peter Schuster         | 1           | 1           |  |  |                 |                        |                 |               |               |   |   |              | Robin Vik    | Robin Vik    | 3            | 4            |  |
|  | Emilio Benfele Álvarez | Emilio Benfele Álvarez | Emilio Benfele Álvarez | 6           | 6           |  |  |                 |                        | 7               | Harel Levy    | Harel Levy    | 6 | 6 |              |              |              |              |              |  |
|  | Markus Hantschk        | Markus Hantschk        | Markus Hantschk        | 2           | 4           |  |  |                 | Emilio Benfele Álvarez | 7               | 4             | 64            |   |   |              |              |              |              |              |  |
|  | 7                      | Harel Levy             | Harel Levy             | 6           | 6           |  |  | 7               | Harel Levy             | 5               | 6             | 7             |   |   |              |              |              |              |              |  |
|  |                        | Petr Dezort            | Petr Dezort            | 1           | 4           |  |  |                 |                        |                 |               |               |   |   |              |              |              |              |              |  |

### Sezione 4
|  | Primo turno      | Primo turno      | Primo turno      | Primo turno | Primo turno |  |  | Secondo turno | Secondo turno    | Secondo turno | Secondo turno | Secondo turno |   |    | Ultimo turno | Ultimo turno | Ultimo turno | Ultimo turno | Ultimo turno |  |
|  |                  |                  |                  |             |             |  |  |               |                  |               |               |               |   |    |              |              |              |              |              |  |
|  | 4                | Janko Tipsarević | Janko Tipsarević | 6           | 7           |  |  |               |                  |               |               |               |   |    |              |              |              |              |              |  |
|  |                  | Axel Pretzsch    | Axel Pretzsch    | 2           | 62          |  |  | 4             | Janko Tipsarević | 7             | 63            | 3             |   |    |              |              |              |              |              |  |
|  | Renzo Furlan     | Renzo Furlan     | Renzo Furlan     | 6           | 6           |  |  |               | Renzo Furlan     | 6(1)          | 7             | 6             |   |    |              |              |              |              |              |  |
|  | Jens Knippschild | Jens Knippschild | Jens Knippschild | 2           | 1           |  |  |               |                  |               |               |               |   |    |              | Renzo Furlan | 6            | 4            | 7            |  |
|  | Ivo Karlović     | Ivo Karlović     | Ivo Karlović     | 6           | 6           |  |  |               |                  | 6             | Jan Hájek     | 3             | 6 | 68 |              |              |              |              |              |  |
|  | Aleksey Malajko  | Aleksey Malajko  | Aleksey Malajko  | 3           | 2           |  |  |               | Ivo Karlović     | Ivo Karlović  | 62            | 4             |   |    |              |              |              |              |              |  |
|  | 6                | Jan Hájek        | Jan Hájek        | 6           | 6           |  |  | 6             | Jan Hájek        | Jan Hájek     | 7             | 6             |   |    |              |              |              |              |              |  |
|  |                  | Christian Vinck  | Christian Vinck  | 3           | 1           |  |  |               |                  |               |               |               |   |    |              |              |              |              |              |  |